# Międzynarodowe Mistrzostwa w Biegach Przełajowych 1969
56. Międzynarodowe mistrzostwa w biegach przełajowych – zawody lekkoatletyczne, które odbyły się 22 marca 1969 roku w Clydebank w Szkocji.

## Rezultaty

### Seniorzy
Bieg rozegrano na dystansie 12 kilometrów.

#### Indywidualnie
| Medal  | Zawodnik        | Czas      |
| Złoto  | Gaston Roelants | 36:25 min |
| Srebro | Dick Taylor     | 36:57 min |
| Brąz   | Ian McCafferty  | 36:59 min |

#### Drużynowo
Do punktacji drużynowej liczyła się suma miejsc sześciu najlepszych zawodników każdej reprezentacji. 
| Medal  | Zawodnicy | Czas    |
| Złoto  | Anglia · Dick Taylor (2.) · Mike Tagg (4.) · Tim Johnston (8.) · Mike Turner (12.) · Trevor Wright (14.) · Bob Richardson (17.)                      | 57 pkt  |
| Srebro | Francja · Noël Tijou (5.) · René Jourdan (6.) · Jean Wadoux (9.) · Lucien Rault (16.) · Gilbert Gauthier (38.) · Jean-Pierre Ouine (47.)             | 121 pkt |
| Brąz   | Belgia · Gaston Roelants (1.) · Willy Polleunis (15.) · Gaston Heleven (19.) · Eugène Allonsius (21.) · Albien van Holsbeek (34.) · Paul Thijs (35.) | 125 pkt |

### Juniorzy
Bieg rozegrano na dystansie 7 kilometrów.

#### Indywidualnie
| Medal  | Zawodnik       | Czas      |
| Złoto  | David Bedford  | 19:38 min |
| Srebro | John Bednarski | 19:59 min |
| Brąz   | John Harrison  | 20:13 min |

#### Drużynowo
Do punktacji drużynowej liczyła się suma miejsc trzech najlepszych zawodników każdej reprezentacji.
| Medal  | Zawodnicy                                                                     | Punkty |
| Złoto  | Anglia · David Bedford (1.) · John Bednarski (2.) · John Harrison (3.)        | 6 pkt  |
| Srebro | Irlandia · John Hartnett (4.) · Eddie Leddy (6.) · Pat Gilseman (11.)         | 21 pkt |
| Brąz   | Hiszpania · Julio Gudé (5.) · Felipe de los Bueis (8.) · José Vázquez (14.) · | 27 pkt |

### Kobiety
Bieg rozegrano na dystansie 4 kilometrów.

#### Indywidualnie
| Medal  | Zawodniczka      | Czas      |
| Złoto  | Doris Brown      | 14:46 min |
| Srebro | Maureen Dickson  | 14:51 min |
| Brąz   | Valerie Robinson | 14:58 min |

#### Drużynowo
Do punktacji drużynowej liczyła się suma miejsc czterech najlepszych zawodniczek każdej reprezentacji.
| Medal  | Zawodniczki                                                                                            | Punkty |
| Złoto  | Stany Zjednoczone · Doris Brown (1.) · Maureen Dickson (2.) · Cheryl Bridges (4.) · Vicki Foltz (16.)  | 23 pkt |
| Srebro | Nowa Zelandia · Valerie Robinson (3.) · Millie Sampson (7.) · Carol Russell (12.) · Kathy McHugh (13.) | 35 pkt |
| Brąz   | Anglia · Phyllis Lowis (6.) · Margaret Beacham (8.) · Pamela Davies (9.) · Joyce Smith (14.)           | 37 pkt |